# گراهام بارو
گراهام بارو (انگلیسی: Graham Barrow؛ زادهٔ ۱۳ ژوئن ۱۹۵۴) بازیکن فوتبال اهل بریتانیا است.
از باشگاه‌هایی که در آن بازی کرده‌است می‌توان به باشگاه فوتبال آلترینچام، باشگاه فوتبال چورلی، باشگاه فوتبال ساوتپورت، باشگاه فوتبال ویگان اتلتیک، و باشگاه فوتبال ورکسام اشاره کرد.